# ایران در المپیک تابستانی ۱۹۸۸
ایران در بازی‌های المپیک تابستانی ۱۹۸۸ که در سئول کره جنوبی برگزار شد با ۲۷ ورزشکار در ۴ رشته ورزشی شرکت نمود و موفق به کسب ۱ مدال نقره و رتبه سی‌وششم در جدول مدال‌ها شد. چهار ورزشکار از ایران نیز در مسابقات تکواندو به صورت غیررسمی در این بازیها حضور داشتند. این اولین حضور ورزشکاران ایرانی در بازی‌های المپیک پس از انقلاب ۱۳۵۷ ایران بود.

## رشته‌ها و تعداد شرکت‌کنندگان
| ورزش             | مردان | زنان | مجموع |
| ---------------- | ----- | ---- | ----- |
| دوومیدانی        | ۱     |      | ۱     |
| دوچرخه‌سواری جاده | ۶     |      | ۶     |
| دوچرخه‌سواری پیست | ۲     |      | ۲     |
| تکواندو          | ۴     |      | ۴     |
| کشتی             | ۱۵    |      | ۱۵    |
| مجموع            | ۲۷    | ۰    | ۲۷    |

## مدال‌ها

### جدول مدال‌ها
| رشته  | طلا | نقره | برنز | مجموع |
| ----- | --- | ---- | ---- | ----- |
| کشتی  |     | ۱    |      | ۱     |
| مجموع | ۰   | ۱    | ۰    | ۱     |

در این دوره از مسابقات رشته ورزشی تکواندو حضوری غیر رسمی داشت و بدین سبب مدال برنز فیصل دانش در وزن ۵۸ کیلوگرم ، در جدول مدال‌ها لحاظ نشد.

### مدال‌آوران
| مدال | نام           | رشته | مسابقه                |
| ---- | ------------- | ---- | --------------------- |
| نقره | عسکری محمدیان | کشتی | ۵۷ کیلوگرم آزاد مردان |